# Bosguérard-de-Marcouville
Bosguérard-de-Marcouville är en kommun i departementet Eure i regionen Normandie i norra Frankrike. Kommunen ligger i kantonen Bourgtheroulde-Infreville som tillhör arrondissementet Bernay. År 2018 hade Bosguérard-de-Marcouville 621 invånare.

## Befolkningsutveckling
Antalet invånare i kommunen Bosguérard-de-Marcouville
Referens:INSEE